# Streifenroller
Der Streifenroller (Arctogalidia trivirgata) ist eine Raubtierart aus der Familie der Schleichkatzen (Viverridae).

## Beschreibung
Der Körperbau der Streifenroller entspricht mit dem langgestreckten Körper, dem langen Schwanz und den kurzen Beinen dem vieler anderer Schleichkatzen. Ihr Fell ist an der Oberseite orangebraun bis graubraun gefärbt. Namensgebendes Merkmal sind die drei dunkelbraunen oder schwarzen Längsstreifen entlang des Rückens, von denen aber nur der mittlere deutlich sichtbar ist. Die Unterseite ist weißgrau, der Kopf grau gefärbt. Ein weiteres Merkmal ist ein weißer Streifen, der sich von der spitzen Schnauze zur Stirn zieht. Die Tiere erreichen eine Kopfrumpflänge von 43 bis 53 Zentimetern, eine Schwanzlänge von 51 bis 66 Zentimetern und ein Gewicht von 2 bis 2,5 Kilogramm. Die Zähne sind klein, abgerundet und stehen weit auseinander.
- Zahnformel: I 3/3, C 1/1, P 4/4, M 2/2 = 40.[1]

## Verbreitungsgebiet und Lebensraum
Streifenroller leben in Südostasien, ihr Verbreitungsgebiet erstreckt sich vom äußersten Osten Indiens über Myanmar, Thailand und Indochina bis zu den indonesischen Inseln Sumatra, Borneo und Java. Ihr Lebensraum sind dichte Wälder, vorwiegend tropische Regenwälder.

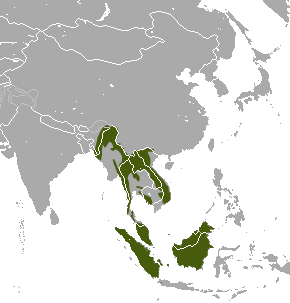
Verbreitungsgebiet des Streifenrollers

## Lebensweise
Streifenroller sind nachtaktive, vorwiegend baumbewohnende Tiere. Sie können gut klettern und von Ast zu Ast springen. Als Ruheplätze verwenden sie hochgelegene Zweige, manchmal auch die Nester anderer Tiere, zum Beispiel der Riesenhörnchen. Wie die meisten Schleichkatzen leben sie einzelgängerisch.
Streifenroller sind Allesfresser, die sich von kleinen Säugetieren (z. B. Hörnchen), Vögeln, Fröschen, Insekten und Früchten ernähren.
Das Weibchen kann zweimal im Jahr Nachwuchs zur Welt bringen, die Tragzeit beträgt rund 45 Tage und die Wurfgröße durchschnittlich drei Jungtiere.

## Systematik
Der Streifenroller wurde im Jahr 1832 durch den britischen Zoologen John Edward Gray unter der Bezeichnung Paradoxurus trivirgata erstmals wissenschaftlich beschrieben und damit den Musangs (Paradoxurus) zugeordnet. Im Jahr 1897 führte der amerikanische Zoologe Clinton Hart Merriam die Gattung Arctogalidia für die Art ein. Im Laufe der Zeit wurden bis zu 17 Streifenroller-Taxa neu beschrieben und zum größten Teil wieder eingezogen. Im Handbook of the Mammals of the World, einem Standardwerk zur Mammalogie, werden drei Unterarten anerkannt:
- Arctogalidia trivirgata trivirgata, Malaiische Halbinsel südlich des Isthmus von Kra, Sumatra, Borneo und kleinere Inseln des westlichen Indonesien
- Arctogalidia trivirgata leuwris, Nordostindien, Myanmar, Thailand, Indochina, Malaiische Halbinsel nördlich des Isthmus von Kra
- Arctogalidia trivirgata trilineata, westliches Java

Innerhalb der Familie der Schleichkatzen gehört der Streifenroller in die Unterfamilie der Palmenroller (Paradoxurinae).

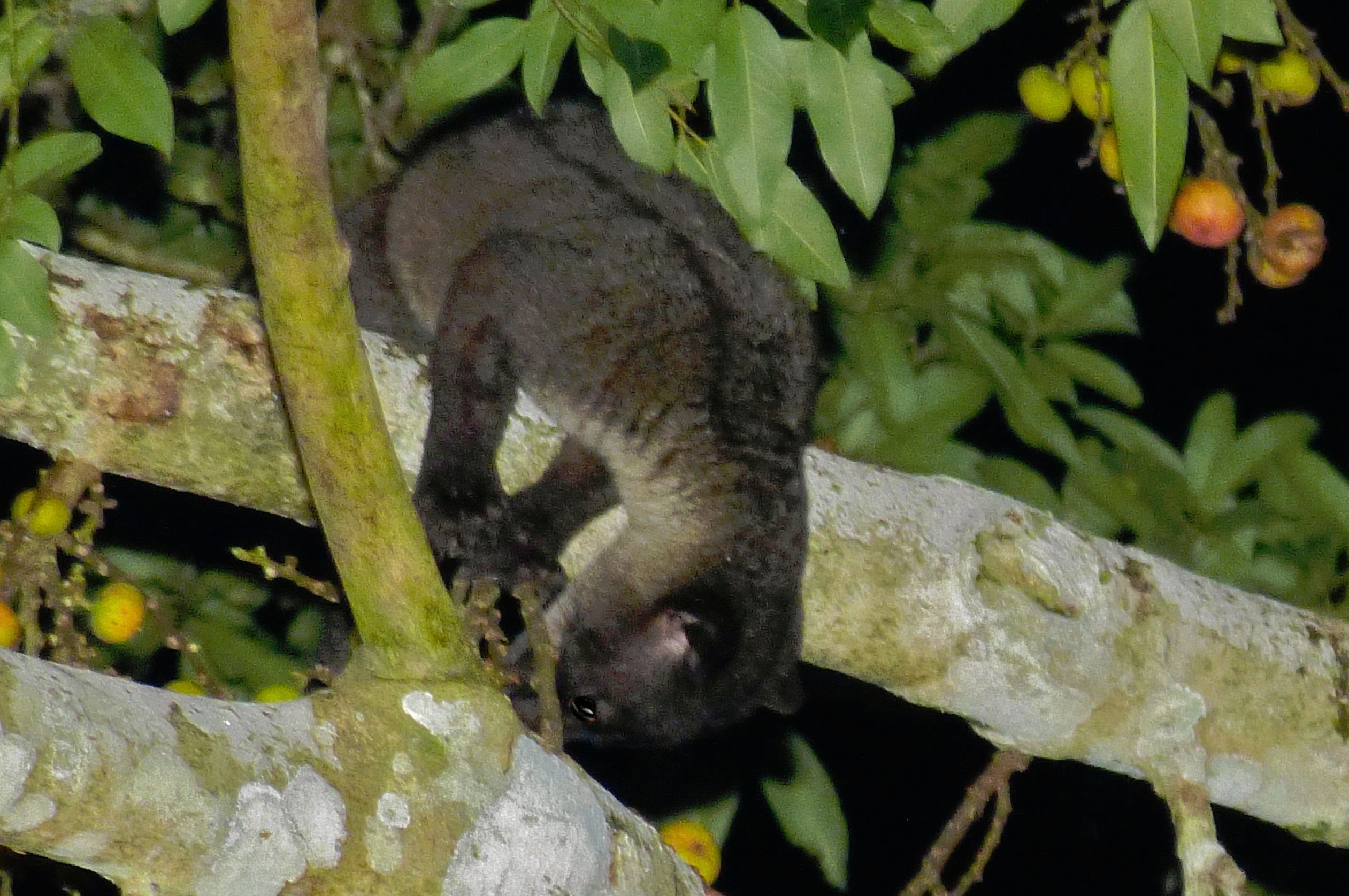
Borneo-Streifenroller

Ein im Jahr 2015 veröffentlichter DNA-Vergleich ergab, dass die Streifenrollerpopulation auf Borneo sich genetisch so stark von allen anderen Streifenrollern unterscheidet (5,7 % der Cytochrom-b-DNA), dass ein Status als eigenständige Art zu befürworten ist. Die Autoren verzichten jedoch vorläufig auf eine formale Revision der Gattung Arctogalidia bis weitere Daten, unter anderem auch von der Kern-DNA, zur Verfügung stehen. Für den Borneo-Streifenroller stände die Artbezeichnung Arctogalidia stigmatica zur Verfügung, die im Jahr 1853 durch den niederländischen Zoologen Coenraad Jacob Temminck geprägt wurde. Auch die Streifenroller von Groß-Natuna könnten eine eigenständige Art darstellen. Sie sind kleiner, haben ein dunkleres Fell, es fehlen ihnen die dunklen Streifen auf dem Rücken und sie unterscheiden sich auch morphologisch von den übrigen Streifenrollern.

## Bedrohung
Streifenroller haben ein großes Verbreitungsgebiet, die Hauptbedrohung stellt wie bei vielen anderen Bewohner der südostasiatischen Wälder die fortschreitende Rodung dar. Aufgrund der scheuen Lebensweise sind aber keine genauen Angaben möglich. Die IUCN listet die Art als gering gefährdet, Augenmerk verdient aber die auf Java lebende Unterart A. t. trilineata, die als bedroht gilt und nur noch in den Nationalparks Gunung Gede-Pangrango, Gunung Halimun und Ujung Kulon im Westen der Insel vorkommt.